# Barranca de Huentitán

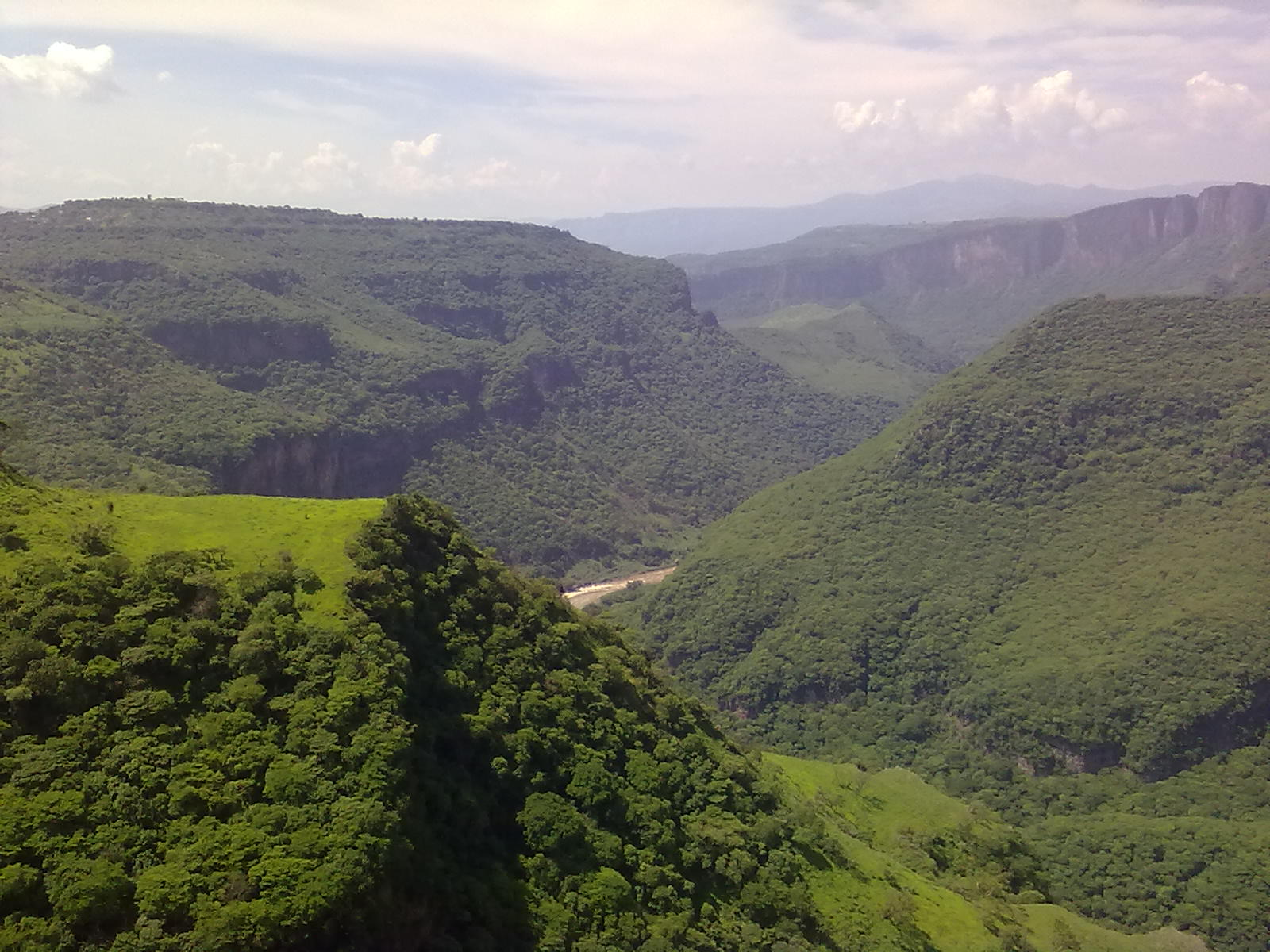
Barranca de Huentitán

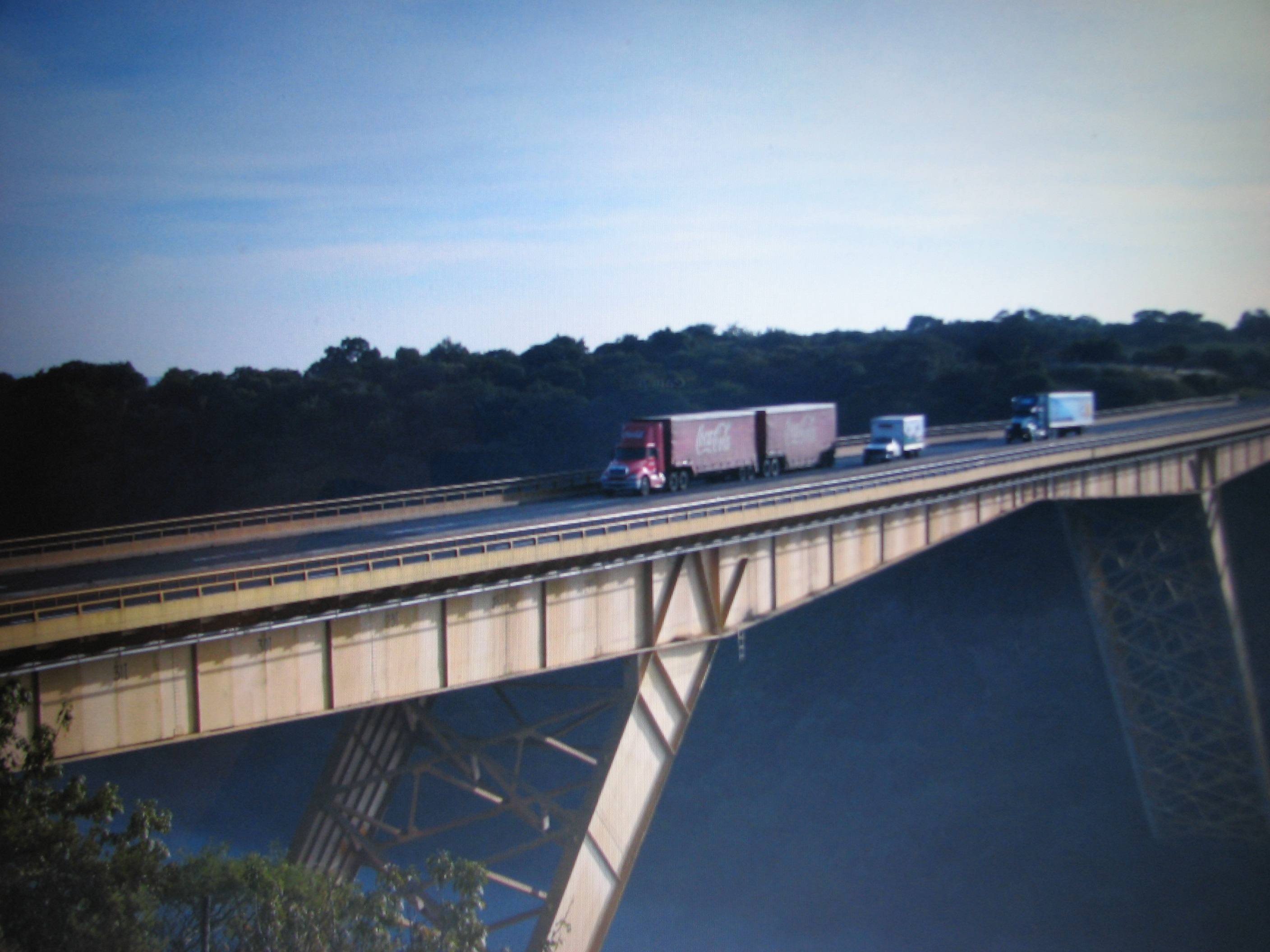
Puente comercial en la barranca que conecta los municipios de Zapotlanejo con Guadalajara

La Barranca de Huentitán; también llamada Barranca de Oblatos, es un cañón y un área natural protegida en el estado de Jalisco, México, al norte del municipio de Guadalajara, en los límites de los municipios de Tonalá, Zapotlanejo, Ixtlahuacán del Río y Zapopan en la zona metropolitana de Guadalajara. 
Mide aproximadamente 1,136 hectáreas y tiene una profundidad promedio de 600 metros de diferencia. La diferencia en altitudes de la curva de nivel más alta (1,520 m s. n. m.) y la más baja (1,000 m s. n. m.) es de 520 metros en el punto del riel del funicular. 
Este cañón es nombrado también como Oblatos-Huentitán debido a que atraviesa 2 áreas de la ciudad llamadas Oblatos y Huentitán respectivamente. La barranca se vio envuelta en diversos sucesos de gran interés en la historia de Guadalajara, desde el siglo XVI en tiempos de la conquista española, se produjeron combates entre los indios de Huentitán y los españoles. También fue lugar de batallas durante la Revolución mexicana y la rebelión cristera. 
La barranca de Huentitán es considerada corredor biogeográfico ya que alberga cuatro tipos de vegetación: bosque tropical caducifolio, bosque de galería, vegetación rupícula y vegetación secundaria, también existen en la zona varias especies endémicas de flora y fauna, la barranca es frecuentada por investigadores nacionales e internacionales ya que alberga una gran diversidad biológica debido a su ubicación geográfica.
El 5 de junio de 1997 fue declarada Área natural protegida, bajo la categoría de Zona Sujeta a Conservación Ecológica, en toda el área perteneciente al municipio de Guadalajara ya que es en esta área donde se encuentra su tramo más urbanizado. Es justo en esta zona donde se encuentran diversas áreas urbanas las cuales albergan el campus del Centro de Arte Arquitectura y Diseño de la Universidad de Guadalajara, el Zoológico Guadalajara, el planetario metropolitano y varios conjuntos residenciales, así como infraestructura para el fomento de las actividades recreativas, deportivas y educativas en un área que comprende canchas de fútbol, basquetbol, tenis, frontón, espacios para día de campo, pista para correr, un parque recreativo, el mirador y un auditorio al aire libre.

## Flora y fauna

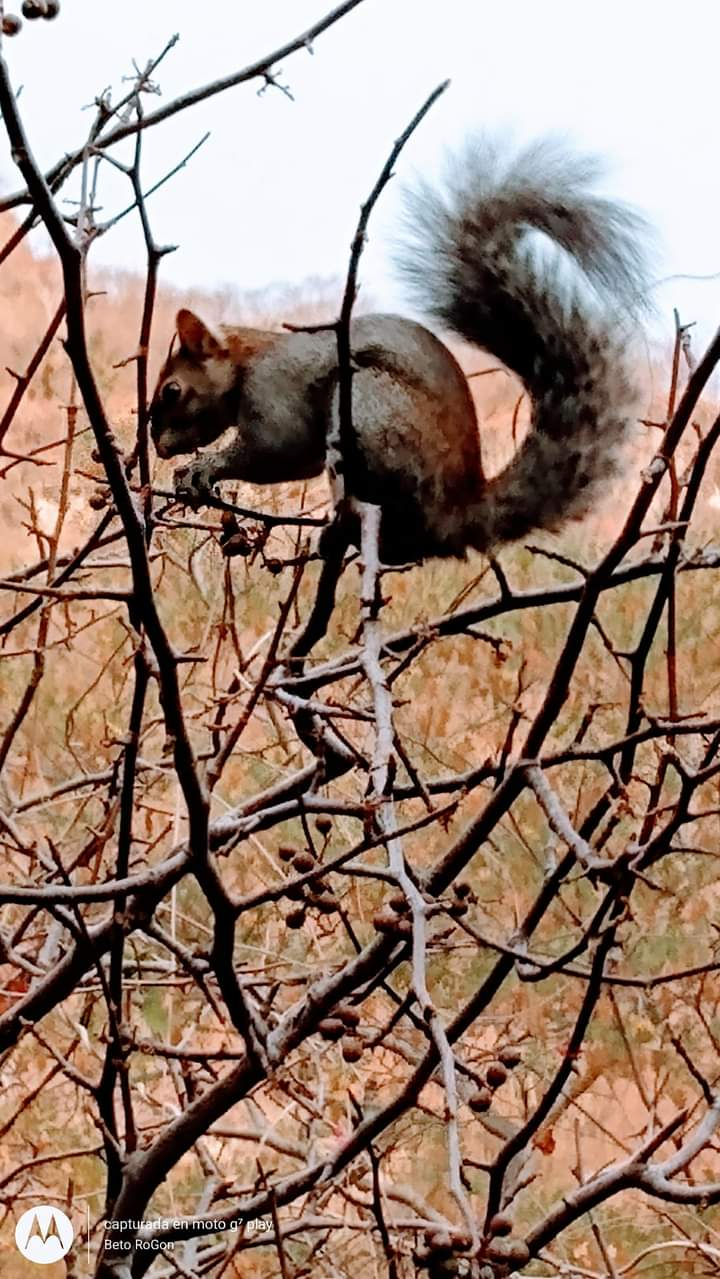
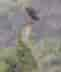

El área de estudio reveló ser un sitio de gran importancia histórica científica por ser la localidad tipo de al menos 168 taxon que fueron descritos como nuevos para la ciencia con base en material botánico procedente de eso, cabe destacar que 47 de las especies registradas presentan cierta relevancia, bien sea por su grados de endemismo o por ser especies tipo de la barranca y áreas aledañas (Anexo 3) Además, seis especies aparecen en el listado de la NOM-ECOL-059-2001 en algún grado de protección. Así, Hymenocallis concinna y Selaginella porphyrospora, se encuentran en peligro de extinción; Cypropedium irapeanum y edule aparecen con categoría de amenazadas; Laelia speciosa está sujeta a protección especial, y finalmente Sehoenocaulon jaliscense está catalogada como el último, agave stringens, stevia phlebophylla y verbesina hypomalaca no han vuelto a ser registradas desde 1900, por lo que probablemente se encuentran extintas  
Fauna del Bosque Tropical Caducifolio
En este tipo de vegetación que cubre casi la totalidad del cañón del Río Santiago, es común localizar a la mayoría de los mamíferos presentes en esta zona, ya que es utilizado como hábitat permanente; tal es el caso del jabalí (Tayassus tajacu) y del venado cola blanca (Odocoileus virginianus), los cuales son fuente de alimento para el puma (Felis concolor) felino que deambula por las cañadas más inaccesibles del lugar. Por otra parte, también encontramos al tejón (Nassua narica) mamífero que se alimenta de los frutos de las higueras o zalates (Ficus spp), y que es frecuente localizar en las áreas de taludes escarpados de la zona. Escurridizos y no frecuentes de observar son el cacomixtle (Bassariscus astutus) así como el tlacuachin (Marmosa canescens), marsupial raro en el área probablemente debido a la alteración que ha sido objeto esta comunidad vegetal 
Las especies de aves que habitan en este bosque son características de este ambiente y entre las más coloridas y vistosas encontramos la urraca (callocitta colliei); la urraca mayor (piaya cayana); la coa (trogon mexicanus) y la guacamaya verde (ara militaris) especie que utiliza el cañón como corredor por donde puede desplazarse para conseguir alimento de acuerdo a la disponibilidad de recursos durante los periodos de fructificación como en el caso del mango (manguifera indica), el guamúchil (pithecellobium dulce) y las diferentes especies de higueras que crecen en el sitio. También se encuentran presentes otras aves, aunque raras y escasas, como las chachalacas (ohalis pollocephala) de la cual no se tienen reportes de su presencia, aunque es de suponer que este cañón funciona como un corredor que permite la presencia de estas aves. Otras aves comunes en el bosque tropical son la paloma de arroyo (leptotila verreauxi); el mulato (melanotis); el rascadorcito (melozoner kieneri); todos ellos son frecuentes en el dosel bajo del bosque, en las áreas del matorral y zonas pitayeras (stenocereus queretaroensis). También es frecuente encontrar a la paloma de alas blancas (Zenaida asiática). Entre las aves carroñeras tenemos al aura común (cathartes aura) y el zopilote (contactos atratus), las cuales son comunes en el área. 
En cuanto a herpetofauna, las especies que se presentan en este tipo de vegetación difieren a las de las otras comunidades vegetales existentes en este cañón. Tal es el caso de la boa (Boa constrictor) reptil raro y escaso en el área, que al igual que el escorpión o monstruo de gila (Heloderma horridum) son especies amenazadas que se encuentran enlistadas en la Norma Oficial Mexicana (NOM 059 ECOL-2001), así como la iguana negra (Ctenosaura pectinata) habitante de los sitios rocosos de las áreas cercanas a las ntárgenes del fio, otras especies comunes son los pies de rey (Cnemidophorus lineattissimus y C. sacki), las lagartijas Anolis nebulosus, Sceloporus horridus, S. melanorrhinus, S. siniferus, S. pyrocephalus, Eumeces brevirostris, Phrynosoma orbiculare y las serpientes Drymarchon corais, Masticophis mentovarius, Oxybelis aeneus, Thamnophis cyrtopsis, Trimorphodon tau y Crotalus basiliscus. También se observa la tortuga casquito (Kinosternon integrum). Los anfibios más característicos de este tipo de vegetación son las ranitas Eleutherodactylus hobarsmithi, E. occidentalis, Smilisca baudini, Rana forreri, R. magnaocularis, R. pustulosa y los sapos Bufo mazatlanensis y B. marmoreus. 

Fauna de la Vegetación Secundaria
Esta comunidad vegetal se desarrolla después de que la vegetación original fue modificada o eliminada, o bien, debido a los cambios de uso de suelo como sucede con la agricultura, la ganadería y la creación de huertos fruticolas. Estas actividades antropogénicas ocasionan cambios o impactos en la diversidad biológica de cualquier ambiente natural, cuyos efectos los encontramos en todas las, corpanidades vegetales existentes en el cañón del Río Santiago, principalmente en la parte superior y media de este complejo topográfico. Debido a las actividades agrícolas la estructura de vegetación se ve modificada, dando como consecuencia características particulares en la composición florística y estructural; tal es el caso del estrato arbustivo donde se presenta una asociación de especies armadas como son las huizacheras y tepameras (Acacia farnesiana y A. pennattula). La mastofauna de estos sitios aprovecha las especies antes mencionadas las cuales proporcionan alimento a los venados (Odocoileus virginianus) debido a la palatabilidad de sus vainas. Otros mamíferos frecuentes en estas asociaciones vegetales sonet goypte Canis latrans) y los zorrillos (Mephitis macroura y M. mephitis). 
|           | Número de especies |
| --------- | ------------------ |
| Mamíferos | 52                 |
| Aves      | 208                |
| Reptiles  | 58                 |
| Peces     | 29                 |
| Anfibios  | 21                 |
| Flora     | 1218               |
| Total     | 1586               |

| Fauna              | Nombre científico     |
| ------------------ | --------------------- |
| Venado             | Cervidae              |
| Coyote             | Canis latrans         |
| Zorra              | Caluromys derbianus   |
| Ardilla            | Sciuridae             |
| Gato montés        | Lynx rufus            |
| Armadillo          | Dasypodidae           |
| Jabalí             | Sus scrofa            |
| Tlacuache          | Didelphimorphia       |
| Conejo             | Oryctolagus cuniculus |
| Rata de campo      | Rattus sp.            |
| Codorniz           | Coturnix coturnix     |
| Murciélago         | Chiroptera            |
| Cotorro            | Psittacoidea          |
| Torcacita          | Columbina picui       |
| Gorrión            | Passer domesticus     |
| Carpintero         | Picidae               |
| Cuervo             | Corvus corax          |
| Garza              | Ardeidae              |
| Águila             | Aquila chrysaetos     |
| Iguana             | Iguanidae             |
| Víbora de cascabel | Crotalus durissus     |
| Alacrán            | Scorpiones            |
| Tarántula          | Theraphosidae         |

- Archivo:Fauna en la Barranca de Huentitán.

FLORA
El área de estudio reveló se un sitio de gran importancia histórico-científica por ser la localidad de al menos 168 taxon que fueron descritos como nuevos para la ciencia con base en material botánico procedente de esta región. Cabe destacar que 47 de las especies registradas presentan cierta relevancia, bien sea por su grado de endemismo o por se especies tipo de la barranca y áreas aledañas. Además, seis especies se encuentran en el listado de la NOM-ECOL-059-2001 con algún grado de protección. Así, Hymenocallis concinna y selaginella porphyrospora, se encuentran en peligro de extinción; cypripedium irapeanum u dioon edule aparecen con categoría de amenazadas; laelia speciosa está sujeta a protección especial, y finalmente schoenocaulon jalisciense está catalogada como rara, por último, agave stringens, stevia phlebophylla y verbesina hypomalaca no han vuelto a ser restringidas desde 1900; por lo que probablemente ya se encuentren extintas 

Vegetación secundaria y pastizal.
La comunidad más perturbada en la barranca es el bosque tropical caducifolio, en el cual se desarrollan especies secundarias típicas de disturbio como Guazuma ulmifolia, Acacia pennatula, A. farnesiana, y Tecoma stans, entre las más abundantes. Con respecto al grado de disturbio, se observó que éste es severo en las zonas de menor pendiente, en las cuales se notan áreas extensas de vegetáción secundaria dominada por Acacia farnesiana y A. pennatula en las zonas bajas, mientras que en las partes altas se ha desarrollado un pastizal en los claros dejados por el bosque de encino dominado por Quercus resinosa. Los sitios donde la vegetación original se encuentra mejor conservada son los de difícil acceso, como las cañadas de los arroyos y los taludes de pendiente pronunciada. Las variantes de la vegetación secundaria anteriormente descritas junto con el pastizal, representan el 34% (6,098 hectáreas) de la superficie propuesta. 

Bosque Tropical Caducifolio
 En la barranca del Río Santiago, el bosque tropical caducifolio se desarcolla an un gradiente altitudinal que va de los 500 m desde el lecho del río hasta los 1,500 m s. n. m. en la ceja de la barranca, y sobre laderas que presentan inclinación de leve a fuerte (Cházaro y Guerrero, 1995). Sin embargo, debido a la cercanía de la zona urbana de la ciudad de Guadalajara, se obserVan alganos sitios perturbados o con alteración en los estratos arbóreo, arbustivo y herbáceo, aclarando que este último no se encuentra bien representado en el bosque original del tipo que se encuentra en la barranca. En las zonas donde se encuentra mejor conservado el bosque tropical, sobre todo en las cotas de los 1300 a 1400, donde el acceso es más difícil debido a la inclinación del terreno y a que el suelo es suelto y pedregoso, se observa la presencia de las siguientes especies: Bumelia persimilis, Bursera bipinnata, 
B. copallifera, B. grandifolia, B. kerberi, B. penicillata, B. schlechtendalli, Ceiba asculifolia, Euphorbia tanquahuete, latropha cordata, Leucaena esculenta, Lysiloma acapulcense, Pseudobombax palmeri, Sideroxilon capiri y Stenocereus queretaroensis. 
| Flora          | Nombre científico     |
| -------------- | --------------------- |
| Encino         | Quercus               |
| Cretón         | Codiaeum variegatum   |
| Jonote         | Olea europaea         |
| Madroño        | Arbutus unedo         |
| Roble          | Quercus robur         |
| Oyamel         | Abies religiosa       |
| Tepame         | Vachellia pennatula   |
| Tabachin       | Delonix regia         |
| Ozote          | Yucca gigantea        |
| Retama         | Retama                |
| Nopal          | Opuntia ficus-indica  |
| Magnolia       | Magnolia              |
| Laurel de olor | Laurus nobilis        |
| Salvia         | Salvia                |
| Limonero       | Citrus limon          |
| Cactus         | Cactaceae             |
| Ciruelo        | Prunus domestica      |
| Mango          | Mangifera indica      |
| Guamúchil      | Pithecellobium dulce  |
| Guaje          | Leucaena leucocephala |
| Carrizo        | Phragmites australis  |
| Cempasúchil    | Tagetes erecta        |

- Historia y ArqueologiaHistoria y Arqueologia

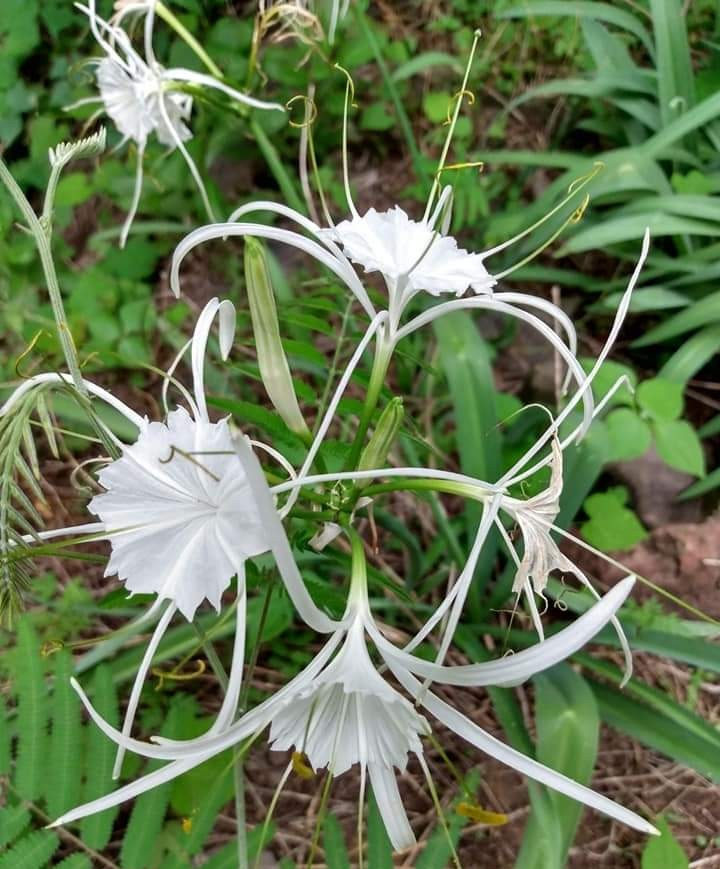
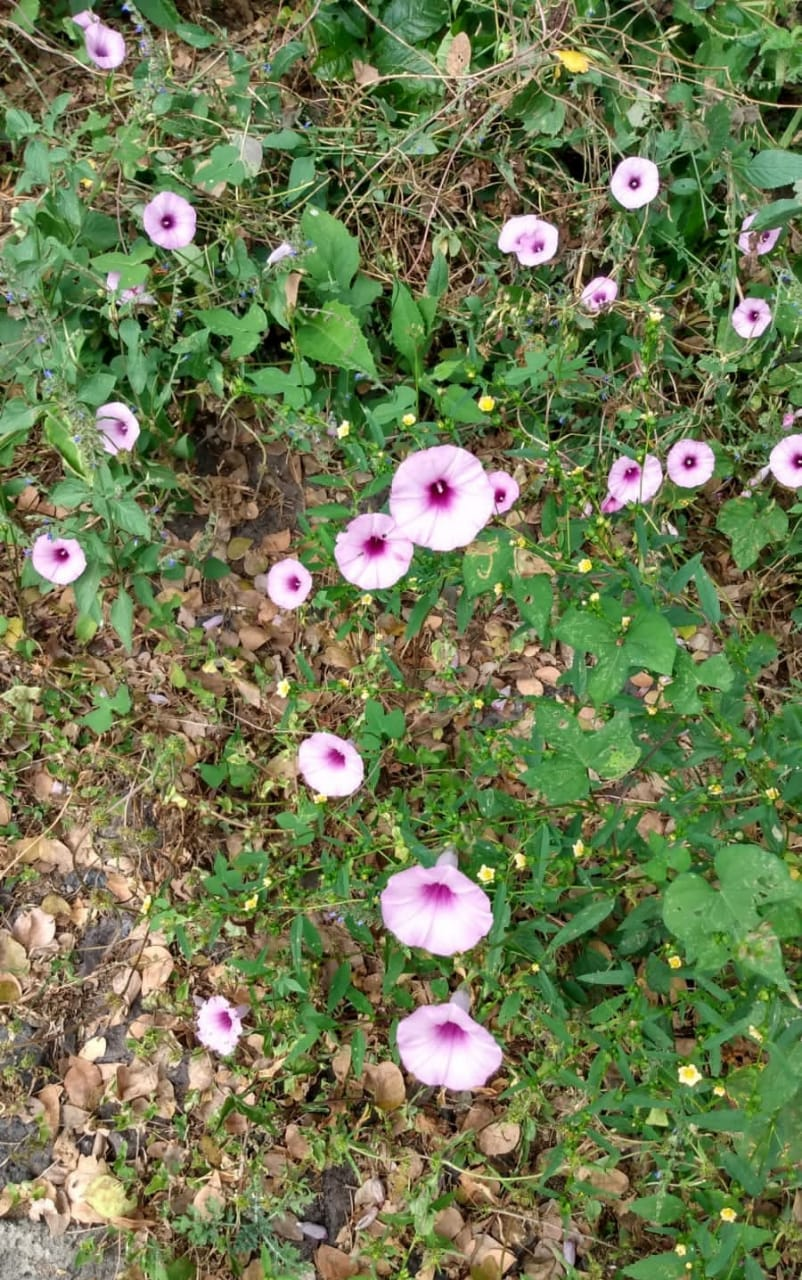
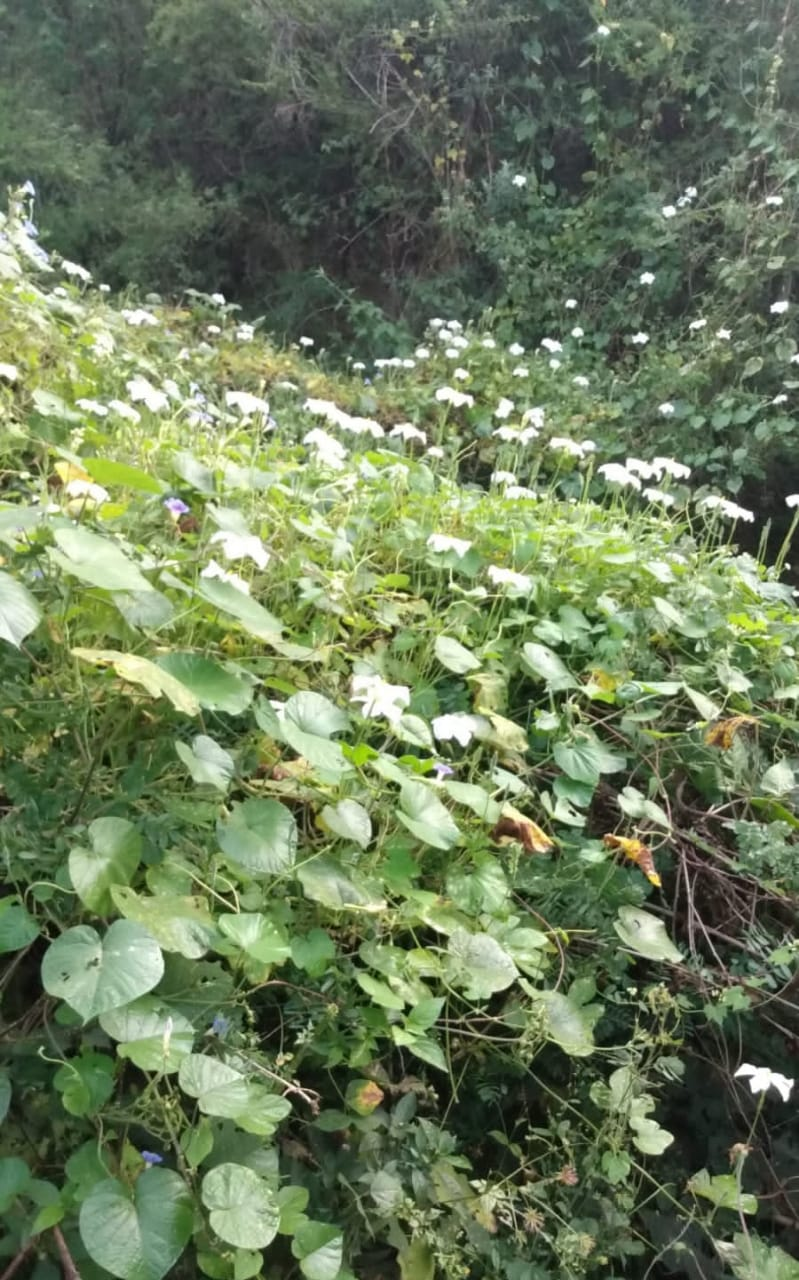

Al revisar la historiografía del Occidente de México, nos percatamos de pos que ha tenido la inerprelación de la época prehispánica en esta egión. Se puede dividir en etapas: la primera son las fuentes de la –Poebloneomo las cránicas de Tello Freies, Mola Padila y Arregui, antre otros. Gracias a estos escritos la importanda de los asentamier/ose phispihicas ela barranca se refuerza, además de recrear la conquista del indígena. La segunda serian los hestoriadores que han señalade loscia ble con primico nombre de Chimanuacán, coinciden en que fueron las migraciones toltecas o nahuas,  que al invadir el territorio  y mezcla de bienes alborigenes, proporcionaron a éstos los Respecto a la barranca del Río Santiago, conocido en tiempos prehispánicos con el nombre del Río Tolololán, existen silios argueológicos en poblaciones como El Tempizque, San Francisco Ixcatán, Ixcatán, La Coronilla del Ocole, Huaxtla, San Lorenzo, los Camachos y Palo Gordo. La mayoría de los objetos encontrados en la zona pertenecen a ofrendas morluoras, típicas de tumbas de liro en la zona de occidente de Mesoamérica. Se puede inferir que los pueblos asentados en estos lugares tenían relación con las culturas que se desarrollaron en la cuenca de Sayula durante la Fase dépete-Grillo, de la época clásica y postclásica. 

itellinus, collybia maculata, coprinus laoopus, crepidotus uber, favolus brasiliensis, ganoderma sessile, geastrum campestre, geastrum saccatum, hexagonia papyracea, hexagona tenuis, lysurus periphragmoides, oudemansiella canarii, panaeolus cyanescens, peniophora cyanescens, phellinus rimosus, pleurotus ostreatus, polyporus hydnoides, polyporus liquenoides, polyporus tricholoma, polyporus villosus, schizophyllum commune, volvariella bombycina, volvariella speciosa, xylaria hypoxylon, xylaria grammica, xylaria multiplex.

## Degradación del Río Santiago

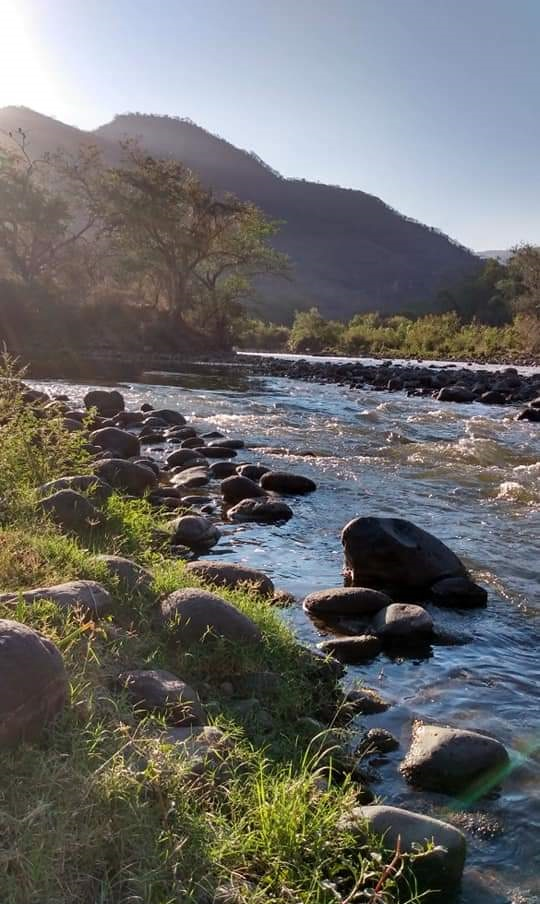
Río Verde

La Barranca de Huentitán es un testigo silente de la degradación del Río Santiago. Al nororiente de la ZMG, el inexistente manejo de aguas negras extiende la contaminación en la zona, afectando también a la flora y fauna. Ante la falta de información del volumen de drenaje que se vierte sin recibir tratamiento, sólo existen estimaciones que apuntan a 4.5 metros cúbicos por segundo de los 9 que produce la Ciudad.

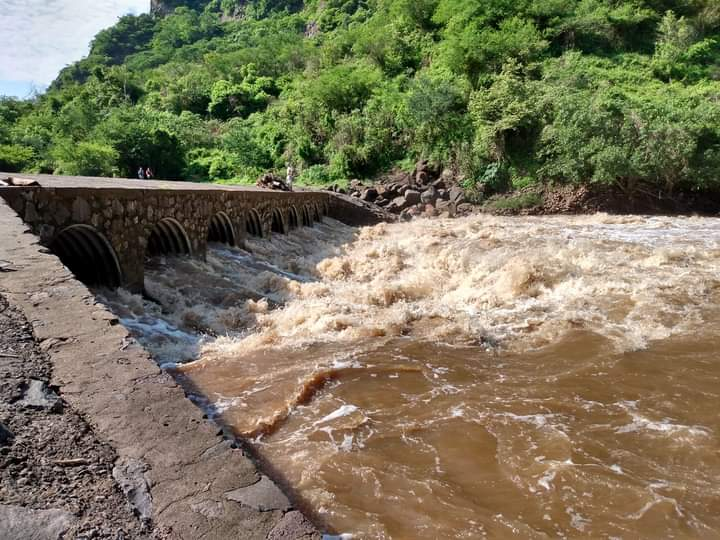
Río Santiago

## Aseo en la Barranca de Huentitán
Ni aseo público de Guadalajara ni alguna otra dependencia del Gobierno municipal se ha hecho responsable del mantenimiento de la Barranca de Huentitán, pues la basura que se recolecta en sus cuatro kilómetros y medio de longitud llega a acumularse en grandes cantidades por el descuido de las autoridades.
A pesar de que existen tambos adaptados como botes de basura a lo largo del descenso hacia el Río Santiago, éstos se llenan y la gente deposita desechos hasta que se desbordan, en dicha área sujeta a conservación ecológica por el municipio de Guadalajara.

Y aunque en algunos tramos de la barranca se encuentran montículos de basura, quienes hacen la labor de limpieza ocasionalmente son los ciudadanos, ya sea de manera individual u organizada.

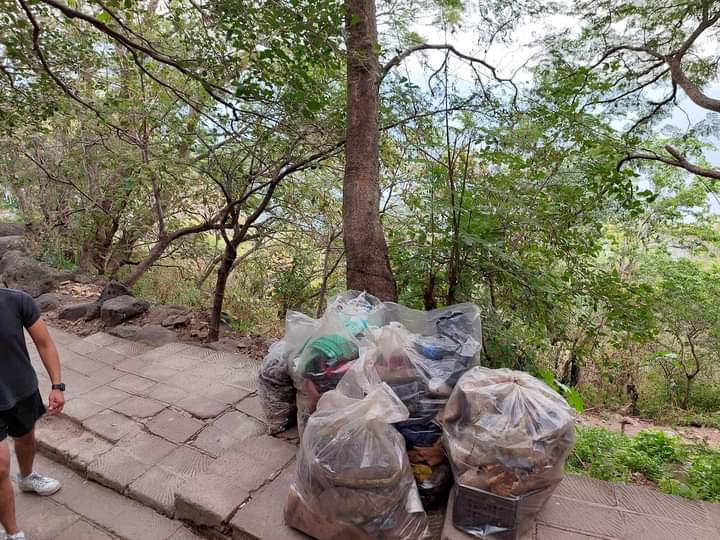
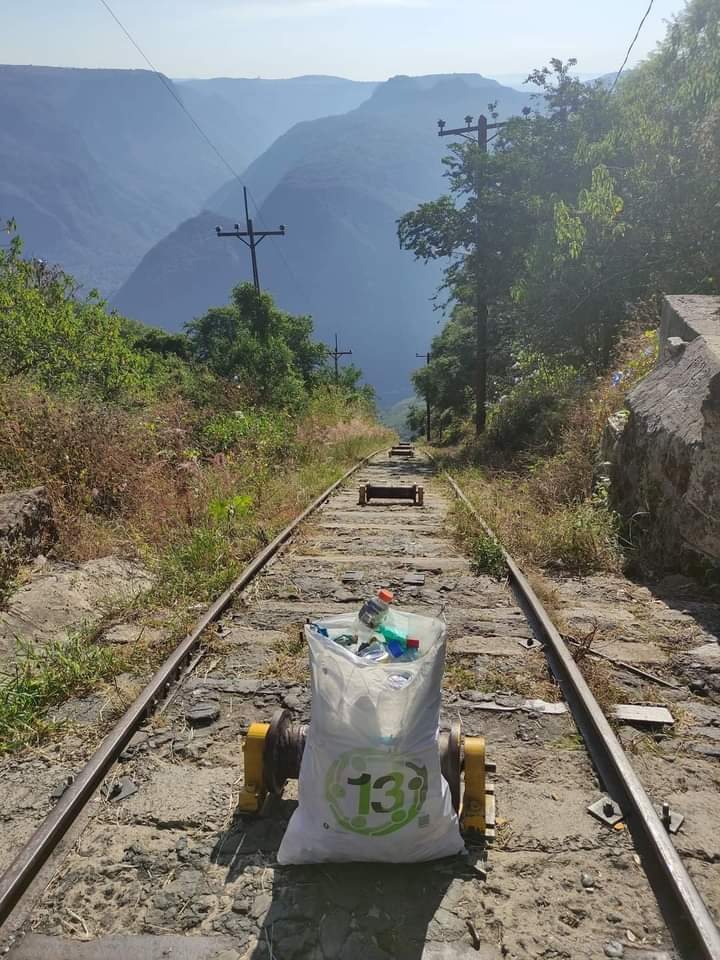
Desechos en la Barranca de Huentitán